# Taubenturm (Hillion)

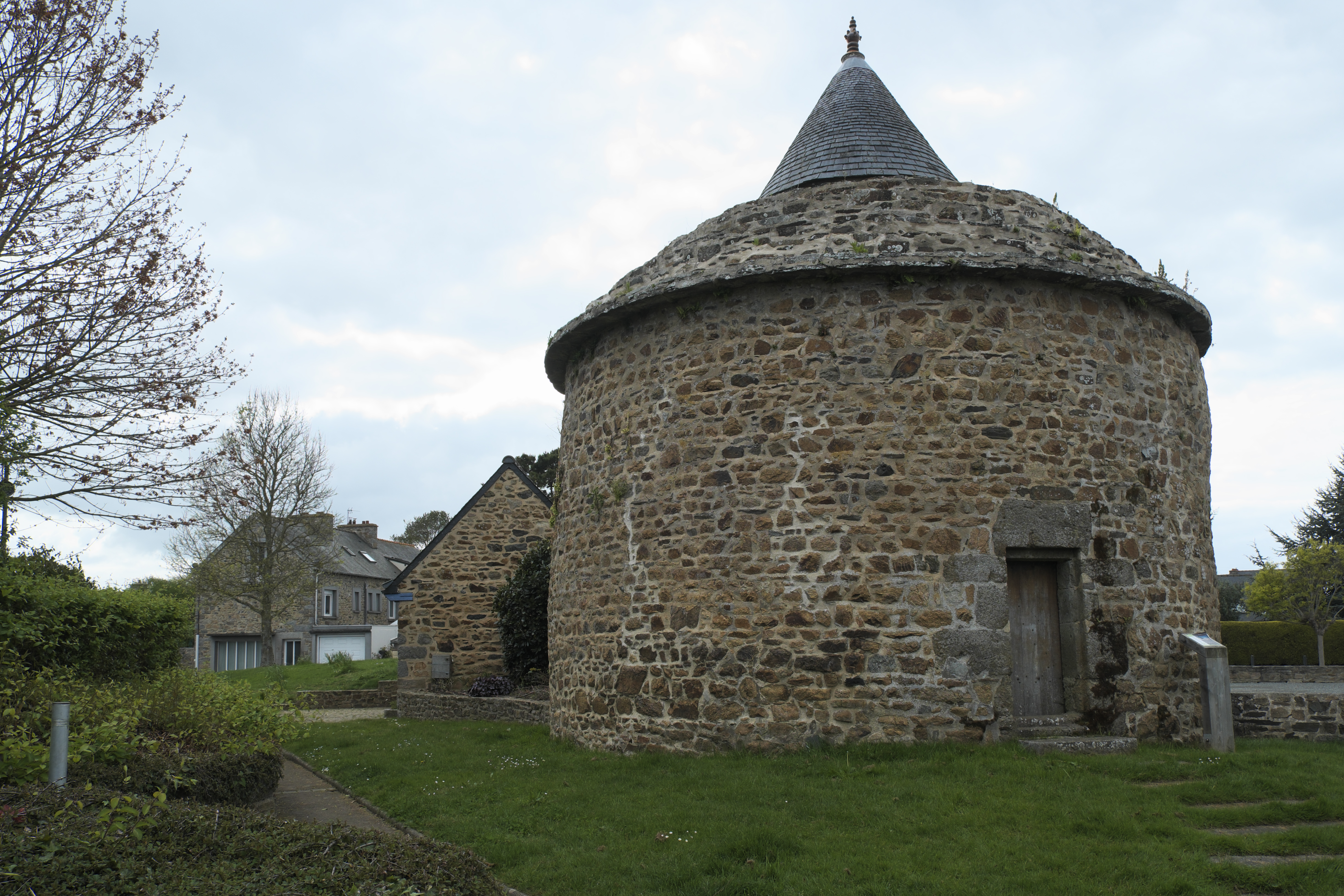
Taubenturm in Hillion

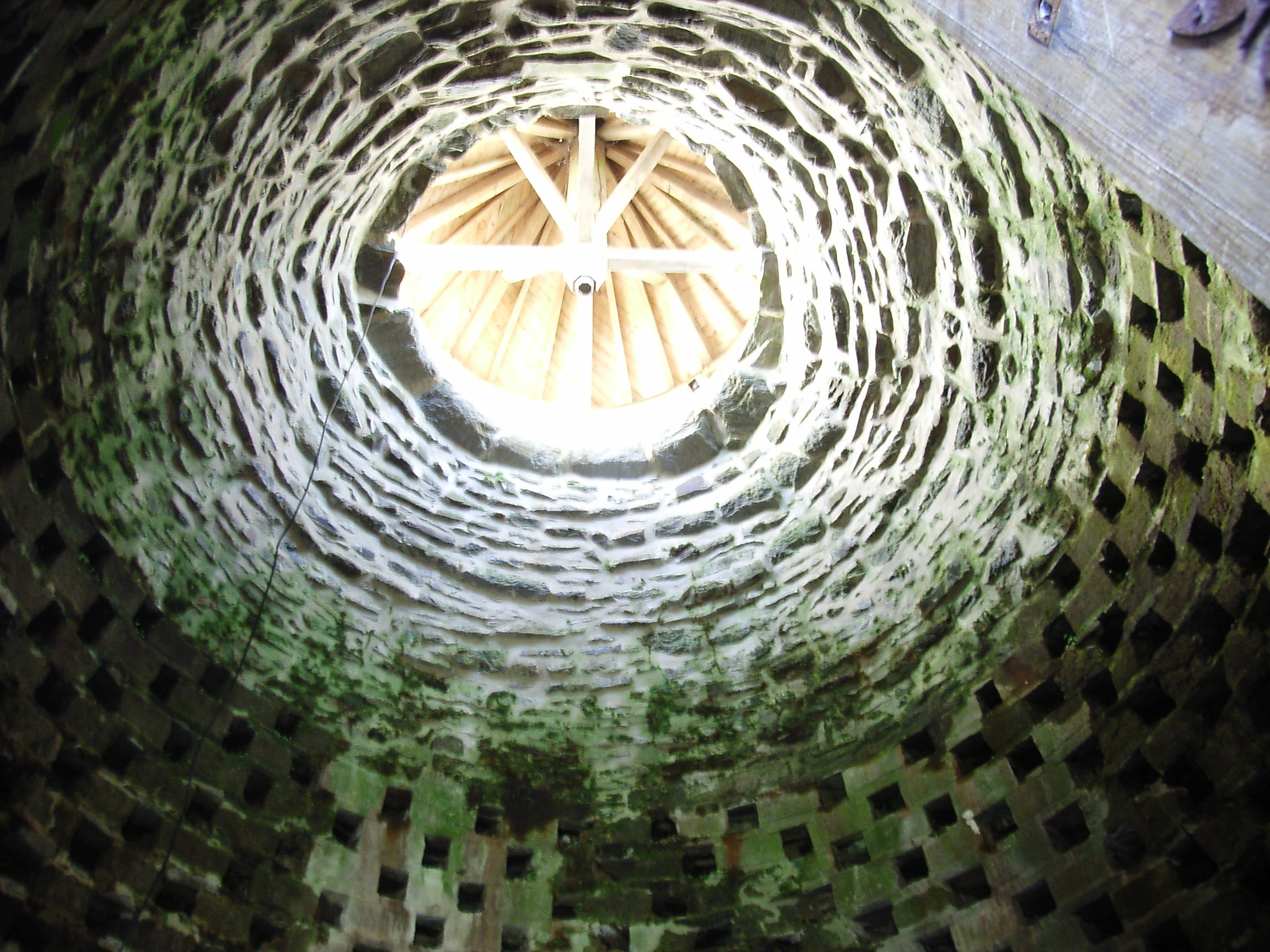
Innenansicht mit Nestern

Der Taubenturm (französisch colombier oder pigeonnier) in Hillion, einer französischen Gemeinde im Département Côtes-d’Armor in der Region Bretagne, wurde im 16. Jahrhundert errichtet. Der Taubenturm an der Place de l’Église gehörte bis zur Revolution dem Grundherrn von Clos-Guéguen.
Der runde Taubenturm aus Bruchsteinmauerwerk besitzt eine Tür mit Hausteinrahmung. Auf dem Dach ist eine mit Schiefer gedeckte Haube aufgesetzt, die Öffnungen für die Tauben besitzt.